# Ponto Chique
Ponto Chique è un comune del Brasile nello Stato del Minas Gerais, parte della mesoregione del Norte de Minas e della microregione di Montes Claros.